# Lijst van soortelijke massa's van vloeistoffen
Dit overzicht geeft de soortelijke massa van verschillende vloeistoffen bij 1 atmosfeer en 20°C.
| Naam vloeistof            | Soortelijke massa (kg/dm³) |
| ------------------------- | -------------------------- |
| aceton                    | 0,79                       |
| alcohol                   | 0,79                       |
| benzeen                   | 0,88                       |
| benzine                   | 0,72                       |
| (di)chloor (vloeibaar)    | 1,51                       |
| chloroform                | 1,48                       |
| diesel                    | 0,84                       |
| ether                     | 0,72                       |
| glycerol                  | 1,26                       |
| helium (vloeibaar)        | 0,15                       |
| koolteer                  | 0,83                       |
| kwik                      | 13,596                     |
| lijnolie                  | 0,94                       |
| natriumhydroxide 25%      | 1,30                       |
| olijfolie                 | 0,92                       |
| n-pentaan                 | 0,63                       |
| petroleum                 | 0,80                       |
| raapolie                  | 0,91                       |
| salpeterzuur (100%)       | 1,50                       |
| (di)stikstof (vloeibaar)  | 0,79                       |
| terpentijnolie            | 0,84                       |
| tetrachloorkoolstof       | 1,63                       |
| tolueen                   | 0,87                       |
| water (vloeibaar)         | 0,998                      |
| (di)waterstof (vloeibaar) | 0,06                       |
| zoutzuur (100%)           | 1,18                       |
| (di)zuurstof (vloeibaar)  | 1,13                       |
| zwavelzuur (100%)         | 1,84                       |